# Pedro Moldão

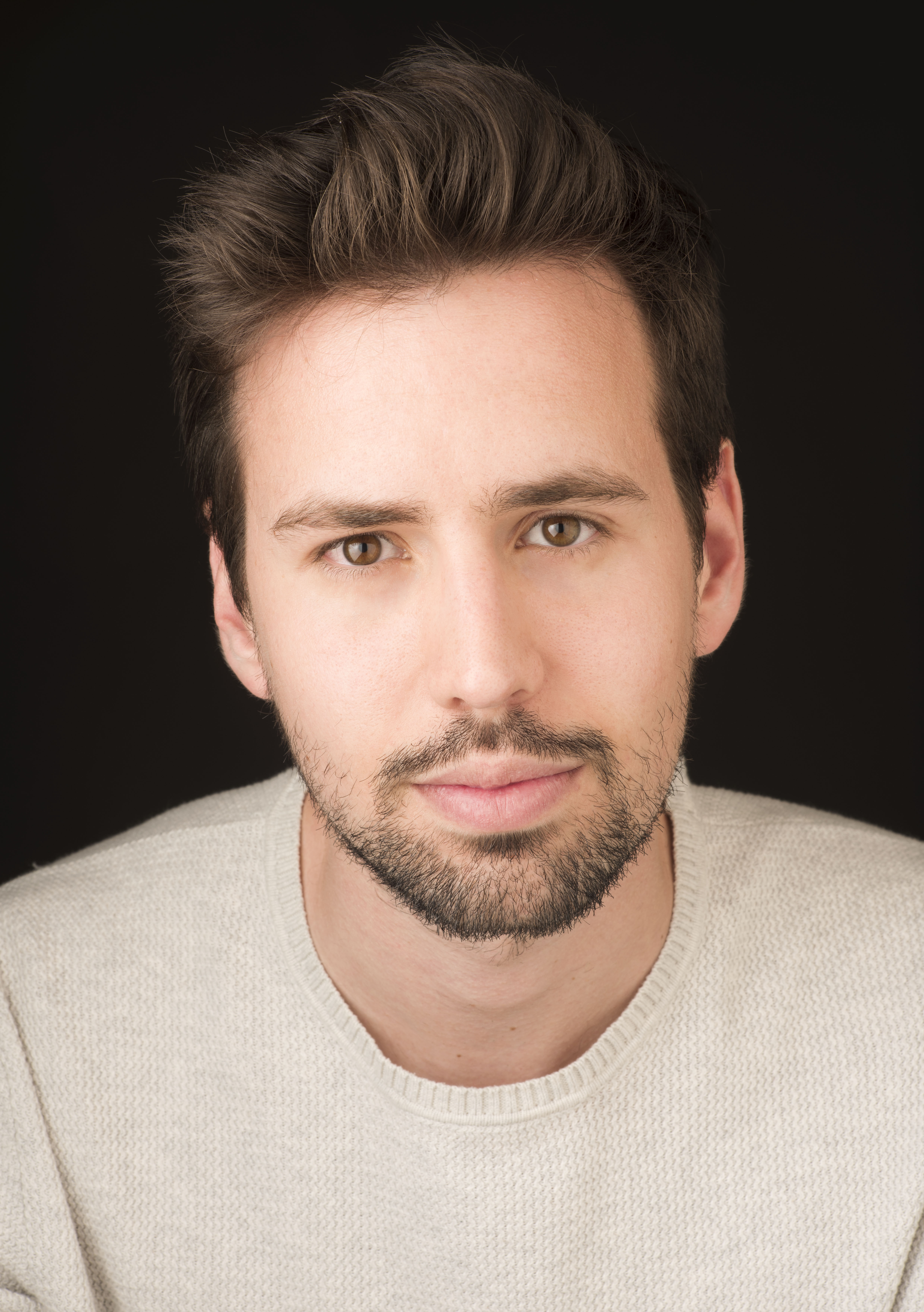
Pedro Moldão

Pedro Moldão (Lisboa, 30 de Novembro de 1993) é um ator português. Licenciado em Teatro - Ramo Atores na Escola Superior de Teatro e Cinema. Começa a trabalhar em televisão aos 9 anos em Os Batanetes.

## Televisão
- Participação especial, GNR José Salgueiro, Amor Amor Vol. 2, SIC, 2022
- Participação especial, Agente Pires, Patrões Fora, SIC, 2021
- Participação especial, Rapaz, Bem Bom, Santa Rita, RTP, 2020
- Participação especial, Marcos, Quer o Destino, TVI, 2020
- Participação Especial, Humberto jovem, A Teia, Plural, TVI, 2019
- Participação especial, Estudante Universitário,  Alma e Coração, SP Televisão, SIC, 2018
- Participação especial, Soldado Munchingona, Soldado Milhões, RTP, 2018
- Participação especial, Jogo Duplo, Plural, TVI, 2017
- Participação especial, Jonas, Rainha das Flores, SP Televisão, SIC, 2016
- Elenco principal, Sebastião Félix, Massa Fresca, TVI, 2016
- Elenco principal, Frederico Osório (Fred), Água de Mar, RTP1, 2014
- Elenco fixo, Miguel, I Love It, Plural, TVI, 2013/14
- Participação especial, namorado de Tânia, Bem-Vindos a Beirais, RTP1, 2013
- Elenco principal, Pedro Ruffato,  Windeck, TPA2, 2012
- Participação especial, Vicente, Portal do Tempo, Coral Vision, TVI, 2011
- Participação especial, Laços de Sangue, SP Televisão, SIC, 2010
- Participação especial, Rodrigo (adolescente), Podia Acabar o Mundo, SIC, 2008
- Participação especial, Ricardo, Chiquititas, SIC, 2007
- Protagonista, Rui, Detective Maravilhas, TVI, 2007
- Participação especial, Ezequiel, Floribella, SIC, 2006
- Elenco principal, Toninho Batanete, Os Batanetes, TVI, 2004/5

## Cinema
- Bem Bom, Participação especial, longa-metragem, realizada por Patrícia Sequeira, produzida pela Santa Rita Filmes, 2020;
- Soldado Milhões, Munchingona, part. especial, longa-metragem, realizada por Jorge Paixão da Costa e Gonçalo Galvão Telles e produzida pela Ukbar, 2017,;
- Até ao Fim, curta-metragem produzida pela Costa do Castelo, 2007;
- Idade da Inocência, curta-metragem para alunos de Cinema da Escola Superior de Teatro e Cinema, 2007;
- Aquário, Miguel, curta-metragem para alunos de Cinema da Universidade Lusófona, 2005.

## Teatro
- «Canto da Europa», encenação de Jacinto Lucas Pires, Teatro Nacional D. Maria II;
- Hémon,  «Antígona», encenação de Mónica Garnel, Teatro Nacional D. Maria II;
- Ator estagiário da temporada 2019/2020 do Teatro Nacional D. Maria II;
- Shooter, «Acção», Café Teatro do Centro Cultural da Malaposta, 2018;
- Alan, protagonista, «Sedutor», encenação de Sofia Espírito Santo, Centro Cultural da Malaposta, 2016;
- Assist. encenação, «Vento nos Salgueiros», encenação de Sofia Espírito Santo, Jardim Botânico da Ajuda, 2015,;
- Assist. encenação, «Ahoy Piratas!», encenação de Sofia Espírito Santo, Jardim Botânico da Ajuda, 2014;
- Vaqueiro, «À Espera de Vicente», encenação de Hugo Barreiros, Auditório Municipal Lourdes Norberto, 2013,;
- Professor, espectáculo «Tom & Huck», encenação de Sofia Espírito Santo, Grupo de Teatro Infantil AnimArte, 2009;
- Índio Joe, espectáculo «Tom & Huck», encenação de Sofia Espírito Santo, Grupo de Teatro Infantil AnimArte, 2008;
- Xerife, espectáculo «Robin dos Jardins», encenação de Sofia Espírito Santo, Grupo de Teatro Infantil AnimArte, 2006-7;
- Scrooge, Fred e Crachit, espectáculo «Um Outro Conto... de Natal!», encenação de Sofia Espírito Santo, Grupo de Teatro Infantil AnimArte, 2005-8;
- Dlim Dlão e Chapeleiro Maluco, espectáculo «Alice no Jardim das Maravilhas», encenação de Sofia Espírito Santo, Grupo de Teatro Infantil AnimArte, 2004-5.
- Membro fundador do Grupo de Teatro Infantil Animarte;

## Curiosidades
- Apoio com direção de atores nas séries «A Escola do Panda» e «Panda e os Amigos», produzido pela SP Entertainment para o Canal Panda;
- Licenciatura e Teatro - Ramo Atores na Escola Superior de Teatro e Cinema;
- Setembro de 2015 frequentou o workshop «Camp Broadway» nos Chelsea Studios, Nova Iorque, EUA;
- 2014 e 2015 frequência de workshop de dobragem de desenhos animados com José Jorge Duarte – níveis I e II, ZOV;
- Agosto de 2013 frequência do workshop «West End Stage» na Guildhall School of Music &Drama, em Londres, Reino Unido;
- representado em exclusivo pela agência de jovens talentos «True Sparkle».